# Pristiphora pallida
Pristiphora pallida är en stekelart som först beskrevs av Friedrich Wilhelm Konow 1904.  Pristiphora pallida ingår i släktet Pristiphora, och familjen bladsteklar. Det är osäkert om arten förekommer i Sverige.